# Армения на летних Олимпийских играх 2024

## Медали
| Медаль  | Спортсмен(ы)    | Вид спорта            | Дисциплина     | Дата       |
| ------- | --------------- | --------------------- | -------------- | ---------- |
| Серебро | Артур Давтян    | Гимнастика спортивная | Опорный прыжок | 4 августа  |
| Серебро | Артур Алексанян | Греко-римская борьба  | До 97 кг       | 7 августа  |
| Серебро | Вараздат Лалаян | Тяжёлая атлетика      | Свыше 102 кг   | 11 августа |
| Бронза  | Малхас Амоян    | Греко-римская борьба  | До 77 кг       | 7 августа  |

| Вид спорта       | 1 | 2 | 3 | Всего |
| Борьба           | 0 | 1 | 1 | 2     |
| Гимнастика       | 0 | 1 | 0 | 1     |
| Тяжёлая атлетика | 0 | 1 | 0 | 1     |
| Всего            | 0 | 3 | 1 | 4     |

| Медали по датам | Медали по датам | Медали по датам | Медали по датам | Медали по датам | Медали по датам |
| --------------- | --------------- | --------------- | --------------- | --------------- | --------------- |
| Дата            | 1               | 2               | 3               | Всего           |                 |
| 4 августа       | 0               | 1               | 0               | 1               |                 |
| 7 августа       | 0               | 1               | 1               | 2               |                 |
| 11 августа      | 0               | 1               | 0               | 1               |                 |
| Всего           | 0               | 3               | 1               | 4               |                 |

| Медали по полу | Медали по полу | Медали по полу | Медали по полу | Медали по полу |
| -------------- | -------------- | -------------- | -------------- | -------------- |
| Пол            | 1              | 2              | 3              | Всего          |
| Мужчины        | 0              | 3              | 1              | 4              |
| Женщины        | 0              | 0              | 0              | 0              |
| Микст          | 0              | 0              | 0              | 0              |
| Всего          | 0              | 3              | 1              | 4              |

## Квалификация
| № п/п | Вид спорта            | Мужчины        | Мужчины                | Женщины        | Женщины                | Всего          | Всего                  |
| № п/п | Вид спорта            | Завоевано квот | Количество спортсменов | Завоевано квот | Количество спортсменов | Завоевано квот | Количество спортсменов |
| ----- | --------------------- | -------------- | ---------------------- | -------------- | ---------------------- | -------------- | ---------------------- |
| 1     | Бокс                  | 1              | 1                      |                |                        | 1              | 1                      |
| 2     | Борьба                | 5              | 5                      |                |                        | 5              | 5                      |
| 3     | Спортивная гимнастика | 2              | 2                      |                |                        | 2              | 2                      |
| 4     | Лёгкая атлетика       | 1              | 1                      |                |                        | 1              | 1                      |
| 5     | Плавание              | 1              | 1                      | 1              | 1                      | 2              | 2                      |
| 6     | Стрельба              |                |                        | 1              | 1                      | 1              | 1                      |
| 7     | Тяжёлая атлетика      | 3              | 3                      |                |                        | 3              | 3                      |
|       | ИТОГО                 | 13             | 13                     | 2              | 2                      | 15             | 15                     |

## Состав команды
Бокс
1. Давид Чалоян

 Борьба
1. Арсен Арутюнян
2. Вазген Теванян
3. Славик Галстян
4. Малхас Амоян
5. Артур Алексанян

Гимнастика
 Спортивная гимнастика
1. Артур Давтян
2. Ваагн Давтян

 Лёгкая атлетика
1. Ерванд Мкртчян[англ.]

 Плавание
1. Артур Барсегян[англ.]
2. Варсеник Манучарян[англ.]

 Стрельба
1. Эльмира Карапетян[англ.]

 Тяжёлая атлетика
1. Андраник Карапетян
2. Гарик Карапетян
3. Вараздат Лалаян

## Бокс
Армения завоевала одно место в мужской олимпийский турниры по боксу на Втором мировом квалификационном турнире 2024 года в Бангкоке, Таиланд.
| Спортсмен    | Категория           | 1 раунд            | 1/8 финала              | Четвертьфиналы         | Полуфиналы         | Финал              | Финал |
| Спортсмен    | Категория           | Соперник Результат | Соперник Результат      | Соперник Результат     | Соперник Результат | Соперник Результат | Место |
| ------------ | ------------------- | ------------------ | ----------------------- | ---------------------- | ------------------ | ------------------ | ----- |
| Давид Чалоян | Мужчины свыше 92 кг | —                  | Делишес Ори (GBR) В 3–2 | Айюб Гадфа (ESP) П 0–5 | Не прошёл          | Не прошёл          | 5     |

## Борьба
Армения завоевала два места в мужские соревнования по вольной борьбе и три места в соревнования по греко-римской борьбе на Чемпионате мира по борьбе 2023 года в Белграде, Сербия,
Вольная борьба
| Спортсмен      | Категория        | 1/8 финала                         | Четвертьфиналы                  | Полуфиналы         | Утешит. поединки   | Финал /За 3 место  | Финал /За 3 место |
| Спортсмен      | Категория        | Соперник Результат                 | Соперник Результат              | Соперник Результат | Соперник Результат | Соперник Результат | Место             |
| -------------- | ---------------- | ---------------------------------- | ------------------------------- | ------------------ | ------------------ | ------------------ | ----------------- |
| Арсен Арутюнян | Мужчины до 57 кг | Роман Браво-Янг (MEX) В 13–3       | Гуломжон Абдуллаев (UZB) П 5–12 | Не прошёл          | Не прошёл          | Не прошёл          | 7                 |
| Вазген Теванян | Мужчины до 65 кг | Годердзи Дзебисашвили (GEO) В 11–0 | Тумур-Очирын Тулга (MGL) П 5-7  | Не прошёл          | Не прошёл          | Не прошёл          | 7                 |

Греко-римская борьба
| Спортсмен       | Категория        | 1/8 финала                  | Четвертьфиналы                | Полуфиналы                   | Утешит. поединки   | Финал /За 3 место               | Финал /За 3 место |
| Спортсмен       | Категория        | Соперник Результат          | Соперник Результат            | Соперник Результат           | Соперник Результат | Соперник Результат              | Место             |
| --------------- | ---------------- | --------------------------- | ----------------------------- | ---------------------------- | ------------------ | ------------------------------- | ----------------- |
| Славик Галстян  | Мужчины до 67 кг | Андрес Монтаньо (ECU) В 3–2 | Мамадасса Силла (FRA) В 3–2   | Саид Эсмаили (IRI) П 4–10    | —                  | Луис Орта (CUB) П 0–7           | 5                 |
| Малхас Амоян    | Мужчины до 77 кг | Йонни Сарккинен (FIN) В 8–0 | Амин Кавианинежад (IRI) В 3–0 | Нао Кусака (JPN) П 1–3       | —                  | Арам Варданян (UZB) В 6-5       | 3                 |
| Артур Алексанян | Мужчины до 97 кг | Ким Сын Джун (KOR) В 9–0    | Рустам Ассакалов (UZB) В 9–5  | Габриэль Росильо (CUB) В 5–3 | —                  | Мохаммадхади Сарави (IRI) П 1–4 | 2                 |

## Гимнастика спортивная
Армения получила два места в личное многоборье у мужчин: одно по результатам Чемпионата мира 2023 года в Антверпене, Бельгия, второе по итогам Серии этапов Кубка мира 2024 года.
| Спортсмен    | Дисциплина             | Квалификация | Квалификация | Квалификация | Квалификация | Квалификация | Квалификация | Квалификация | Квалификация | Финал   | Финал   | Финал   | Финал   | Финал   | Финал   | Финал  | Финал |
| Спортсмен    | Дисциплина             | Снаряды      | Снаряды      | Снаряды      | Снаряды      | Снаряды      | Снаряды      | Всего        | Место        | Снаряды | Снаряды | Снаряды | Снаряды | Снаряды | Снаряды | Всего  | Место |
| Спортсмен    | Дисциплина             | В            | К            | КО           | ОП           | ПБ           | П            | Всего        | Место        | В       | К       | КО      | ОП      | ПБ      | П       | Всего  | Место |
| ------------ | ---------------------- | ------------ | ------------ | ------------ | ------------ | ------------ | ------------ | ------------ | ------------ | ------- | ------- | ------- | ------- | ------- | ------- | ------ | ----- |
| Артур Давтян | Мужчины опорный прыжок | —            | —            | —            | 14,666       | —            | —            | 14,666       | 7 Q          | —       | —       | —       | 14,966  | —       | —       | 14,966 | 2     |
| Ваагн Давтян | Мужчины кольца         | —            | —            | 14,733       | —            | —            | —            | 14,733       | 7 Q          | —       | —       | 14,866  | —       | —       | —       | 14,866 | 6     |

## Легкая атлетика
Армения получила одно универсальное место для участия в Играх 2024 года.
Беговые дисциплины
Мужчины
| Спортсмен      | Дисциплина | Забеги     | Забеги | Утеш. забеги | Утеш. забеги | Полуфиналы | Полуфиналы | Финал     | Финал     |
| Спортсмен      | Дисциплина | Результат  | Место  | Результат    | Место        | Результат  | Место      | Результат | Место     |
| -------------- | ---------- | ---------- | ------ | ------------ | ------------ | ---------- | ---------- | --------- | --------- |
| Ерванд Мкртчян | 800 м      | 1.49,91 NR | 51     | 1.50,07      | 28           | Не прошёл  | Не прошёл  | Не прошёл | Не прошёл |

## Плавание
Армения получила два универсальных места для участия в нижеследующих дисциплинах плавательного турнира Олимпиады.
Мужчины
| Спортсмен          | Дисциплина                  | Заплывы | Заплывы | Полуфиналы | Полуфиналы | Финал     | Финал     |
| Спортсмен          | Дисциплина                  | Время   | Место   | Время      | Место      | Время     | Место     |
| ------------------ | --------------------------- | ------- | ------- | ---------- | ---------- | --------- | --------- |
| Артур Барсегян     | Мужчины 100 м вольный стиль | 51,54   | 56      | Не прошёл  | Не прошёл  | Не прошёл | Не прошёл |
| Варсеник Манучарян | Женщины 100 м баттерфляй    | 1.01,24 | 26      | Не прошла  | Не прошла  | Не прошла | Не прошла |

## Стрельба
Армения завоевала одно место в олимпийский турнир стрелков на Чемпионате мира по стрельбе 2022 года в Каире, Египет.
| Спортсмен         | Дисциплина                           | Квалификация | Квалификация | Финал     | Финал     |
| Спортсмен         | Дисциплина                           | Очки         | Место        | Очки      | Место     |
| ----------------- | ------------------------------------ | ------------ | ------------ | --------- | --------- |
| Эльмира Карапетян | Женщины пневматический пистолет 10 м | 576          | 9            | Не прошла | Не прошла |

## Тяжёлая атлетика
Армения получила три места в мужских соревнованиях в соответствии с олимпийским рейтингом IWF.
| Спортсмен          | Категория            | Рывок     | Рывок | Толчок    | Толчок | Всего | Место |
| Спортсмен          | Категория            | Результат | Место | Результат | Место  | Всего | Место |
| ------------------ | -------------------- | --------- | ----- | --------- | ------ | ----- | ----- |
| Андраник Карапетян | Мужчины до 89 кг     | 170       | 5     | 200       | 7      | 370   | 7     |
| Гарик Карапетян    | Мужчины до 102 кг    | 186       | 2     | 212       | 5      | 398   | 4     |
| Вараздат Лалаян    | Мужчины свыше 102 кг | 215       | 3     | 252       | 2      | 467   | 2     |